# Batalla de Soor
La batalla de Soor (30 de septiembre de 1745) se libró entre las tropas de Federico el Grande de Prusia y un ejército de Austria y del Reino de Sajonia al mando del Príncipe Carlos Alejandro de Lorena (durante la Guerra de Sucesión Austriaca). La batalla se produjo en las cercanías de Soor, Trutnov (en alemán, Trautenau), Bohemia, en la actualidad República Checa. La batalla comenzó con un ataque sorpresa austriaco fallido contra los prusianos superados en número. A pesar de los contratiempos iniciales, el ejército prusiano logró derrotar a los austriacos, debido a un ataque inesperado de un regimiento de reserva que se negó a seguir las órdenes de Federico II.

## Antecedentes
Tres meses después de la batalla de Hohenfriedberg, Federico el Grande planeaba regresar a Berlín para inspeccionar las obras en su nuevo palacio de Sans Souci. Habiendo quitado muchos destacamentos durante su marcha a través de Bohemia, sus tropas se habían reducido a 22,500 hombres. El príncipe Carlos Alejandro descubre que Federico no había ocupado la Graner-Koppe, una colina al norte de Burkersdorf que dominaba el terreno. El 29 de septiembre, Carlos intentó flanquear el campamento prusiano desde las colinas de Königreich-Wald, y a la mañana siguiente los austriacos tomaron posiciones en la crucial colina Graner-Koppe. El ejército austríaco de 40,200 soldados intentó vencer a los prusianos en un ataque sorpresa.

## La batalla
Los exploradores prusianos detectaron pronto la presencia austriaca, y los tamborileros y los cornetas tocaron a rebato cuando los prusianos comenzaron a prepararse para la batalla. La artillería austriaca procedió a disparar contra el campamento prusiano, mientras el ejército prusiano marchaba al combate. 
Federico ordenó a la caballería que cargara hacia el valle al lado de la colina para rodear al enemigo. Durante la maniobra, la caballería fue atacada por la artillería austriaca, sufriendo grandes bajas. A pesar del revés inicial, los regimientos de vanguardia de los coraceros de Gens D’Armes y General Buddenbrock lograron sorprender a la caballería austriaca, obligándola a huir. Al caer bajo fuego de mosquete, la caballería prusiana se retiró a la retaguardia.
Cuando se retiraba la caballería, los granaderos prusianos y el regimiento de infantería Anhalt comenzaron a atacar a las tropas austriacas situadas en la colina. Un contraataque austriaco, apoyado por fuego de artillería, causó un daño significativo a la infantería prusiana, teniendo que retroceder. Luego, los prusianos lanzaron un segundo asalto con los granaderos de Geist, Blanckensee, La Motte y otros regimientos endurecidos por batalla. La falta de voluntad de la artillería austriaca, de arriesgarse a disparar contra sus propias tropas, contribuyó a la caída de la cumbre.
Varios regimientos prusianos situados al sur de Burkersdorf ignoraron las órdenes de permanecer allí e intentaron capturar Burkersdorf. Mediante una carga a la bayoneta liderada por Fernando de Brunswick se apoderó de una batería austriaca, y el ataque sorpresa llevó al colapso de la línea austriaca. A pesar de que no hubo una persecución organizada, muchos soldados de infantería austriacos fueron capturados por los regimientos de caballería prusianos.
Un total de 856 prusianos resultaron muertos, mientras que los heridos o desaparecidos ascendieron a 3,055. Las tropas austriacas y sajonas sufrieron 7.444 bajas.